# 까만 타이거
《까만 타이거》는 허클베리 핀의 정규 다섯 번째 음반이다.

## 수록곡
| #   | 제목                   | 작사   | 작곡   | 재생 시간 |
| --- | ---------------------- | ------ | ------ | --------- |
| 1.  | 〈숨 쉬러 나가다〉     | 이기용 | 이기용 |           |
| 2.  | 〈쫓기는 너〉          | 이기용 | 이기용 |           |
| 3.  | 〈Gril Stop〉          | 이소영 | 이기용 |           |
| 4.  | 〈까만 타이거〉        | 이기용 | 이기용 |           |
| 5.  | 〈도레미파〉           | 이기용 | 이기용 |           |
| 6.  | 〈Time To Say〉        | 이기용 | 이기용 |           |
| 7.  | 〈빗소리〉             | 이기용 | 이기용 |           |
| 8.  | 〈비틀 브라더스〉      | 이기용 | 이기용 |           |
| 9.  | 〈시간은 푸른 섬으로〉 | 이기용 | 이기용 |           |
| 10. | 〈Too Young〉          | 이기용 | 이기용 |           |
| 11. | 〈폭탄 위에 머물다〉   | 이기용 | 이기용 |           |